# Choi Yoon-so
Choi Yoon-so (최윤소?, Choe Yun-soLR, Choe YunsoMR; Jeonju, 29 novembre 1984) è un'attrice sudcoreana.
Si è fatta notare nel 2010 interpretando la sorella del protagonista maschile nella serie televisiva di successo Secret Garden.

## Filmografia

### Cinema
- Eunjangdo (은장도?), regia di Kim Sung-duk (2003)
- Seolma, geureolliga eobs-eo (설마, 그럴리가 없어?), regia di Jo Sung-gyu (2012)
- Santa Barbara (산타바바라?), regia di Jo Sung-gyu (2014)
- Nal, boreo-wa-yo (날, 보러와요?), regia di Lee Chul-ha (2016)
- Botong saram (보통사람?), regia di Kim Bong-han (2017)

### Televisione
- Us-eora Donghae-ya (웃어라 동해야?) – serie TV (2011)
- Secret Garden (시크릿 가든?) – serie TV (2010-2011)
- Royal Family (로열 패밀리?) – serie TV (2011)
- Hair Show (헤어쇼?) – miniserie TV (2011)
- Naege geojinmar-eul haebwa (내게 거짓말을 해봐?) – serie TV (2011)
- Romanseuga pir-yohae (로맨스가 필요해?) – serie TV (2011)
- Musa Baek Dong-soo (무사 백동수?) – serie TV (2011) – cameo
- Sonyeo tamjeong Bak Hae-sol (소녀 탐정 박해솔?) – miniserie TV (2012)
- Neongkuljjae gulleo-on dangsin (넝쿨째 굴러온 당신?) – serie TV (2012)
- Geudae eobs-in motsar-a (그대 없인 못살아?) – serie TV (2012)
- Je3byeong-won (제3병원?) – serie TV (2012)
- Eunhui (은희?) – serie TV (2013-2014)
- Liar Game (라이어 게임?) – serie TV (2014)
- Sarang jupasu 37.2 (사랑 주파수 37.2?) – serie TV (2014)
- Dubeonjjae seumusal (두번째 스무살?) – serie TV (2015)
- Dongne-ui yeong-ung (동네의 영웅?) – serie TV (2016)
- Gahwamansaseong (가화만사성?) – serie TV (2016)
- Ireum eomneun yeoja (이름 없는 여자?) – serial TV (2017)
- Pum-wi-inneun geunyeo (품위있는 그녀?) – serie TV (2017)
- Mother (마더?) – serie TV (2018)
- Kkotgilman geor-eo-yo (꽃길만 걸어요?) – serie TV (2019)
- Penthouse: War in Life (펜트하우스?) – serie TV, episodio 3x14 (2021) – cameo
- Love to Hate You (연애대전?) – serie TV (2023)
- Maestra (마에스트라?) – serie TV (2023-2024)

## Riconoscimenti
- APAN Star Award[3]
  - 2024 – Candidatura Attrice d'eccellenza in un drama seriale per Kkotgilman geor-eo-yo